# Seznam kulturních památek v Novém Sedle (okres Louny)
Tento seznam nemovitých kulturních památek v obci Nové Sedlo v okrese Louny vychází z  Ústředního seznamu kulturních památek ČR, který na základě zákona č. 20/1987 Sb., o státní památkové péči, vede Národní památkový ústav jako ústřední organizace státní památkové péče. Údaje jsou průběžně upřesňovány, přesto mohou obsahovat i řadu věcných a formálních chyb a nepřesností či být neaktuální. 
Pokud byly některé části dotčeného území vyčleněny do samostatných seznamů, měly by být odkazy na tyto dílčí seznamy uvedeny v úvodu tohoto seznamu nebo v úvodu příslušné sekce seznamu.

## Nové Sedlo
|  | Kategorie „Holy Trinity column in Nové Sedlo (Louny District) “ na Wikimedia Commons | Hledat fotografie a kategorie ve Wikimedia Commons podle rejstříkového čísla památky | Nahrát snímek k tomuto tématu do úložiště Wikimedia Commons |  |

|  |  | Hledat fotografie a kategorie ve Wikimedia Commons podle rejstříkového čísla památky | Nahrát snímek k tomuto tématu do úložiště Wikimedia Commons |  |

|  | Kategorie „Church of Saint Wenceslaus in Nové Sedlo “ na Wikimedia Commons | Hledat fotografie a kategorie ve Wikimedia Commons podle rejstříkového čísla památky | Nahrát snímek k tomuto tématu do úložiště Wikimedia Commons |  |

|  | Kategorie „Nové Sedlo (castle) “ na Wikimedia Commons | Hledat fotografie a kategorie ve Wikimedia Commons podle rejstříkového čísla památky | Nahrát snímek k tomuto tématu do úložiště Wikimedia Commons |  |

## Břežany
|  | Kategorie „Maria column in Břežany “ na Wikimedia Commons | Hledat fotografie a kategorie ve Wikimedia Commons podle rejstříkového čísla památky | Nahrát snímek k tomuto tématu do úložiště Wikimedia Commons |  |

|  |  | Hledat fotografie a kategorie ve Wikimedia Commons podle rejstříkového čísla památky | Nahrát snímek k tomuto tématu do úložiště Wikimedia Commons |  |

|  | Kategorie „Church of Saints Simon and Jude (Břežany) “ na Wikimedia Commons | Hledat fotografie a kategorie ve Wikimedia Commons podle rejstříkového čísla památky | Nahrát snímek k tomuto tématu do úložiště Wikimedia Commons |  |

## Číňov
| Památka                                           | Fotografie        | Rejstříkové číslo v ÚSKP                                                             | Sídelní útvar                                               | Poloha                                           | Popis a poznámky                                                                     |
| ------------------------------------------------- | ----------------- | ------------------------------------------------------------------------------------ | ----------------------------------------------------------- | ------------------------------------------------ | ------------------------------------------------------------------------------------ |
| Sloup se sousoším Nejsvětější Trojice (Q36864253) | \| \| \| \| \| \| | 43325/5-1071 Pam. katalog MIS                                                        | Číňov                                                       | náves, Číňov 50°21′39,67″ s. š., 13°27′20″ v. d. | Sloup se sousoším Nejsvětější Trojice · Zapsáno do státního seznamu před rokem 1988. |
|                                                   |                   | Hledat fotografie a kategorie ve Wikimedia Commons podle rejstříkového čísla památky | Nahrát snímek k tomuto tématu do úložiště Wikimedia Commons |                                                  |                                                                                      |

## Chudeřín
| Památka                                                  | Fotografie                                           | Rejstříkové číslo v ÚSKP                                                             | Sídelní útvar                                               | Poloha                                          | Popis a poznámky                                                                     |
| -------------------------------------------------------- | ---------------------------------------------------- | ------------------------------------------------------------------------------------ | ----------------------------------------------------------- | ----------------------------------------------- | ------------------------------------------------------------------------------------ |
| Kaple Panny Marie a svatého Jana Nepomuckého (Q37162370) | \| \| \| \| \| \|                                    | 42302/5-1291 Pam. katalog MIS                                                        | Chudeřín                                                    | Chudeřín 50°20′15,33″ s. š., 13°26′48,51″ v. d. | Kaple P. Marie a sv. Jana Nepomuckého · Zapsáno do státního seznamu před rokem 1988. |
|                                                          | Kategorie „Chapel in Chudeřín “ na Wikimedia Commons | Hledat fotografie a kategorie ve Wikimedia Commons podle rejstříkového čísla památky | Nahrát snímek k tomuto tématu do úložiště Wikimedia Commons |                                                 |                                                                                      |

## Sedčice
|  |  | Hledat fotografie a kategorie ve Wikimedia Commons podle rejstříkového čísla památky | Nahrát snímek k tomuto tématu do úložiště Wikimedia Commons |  |

|  |  | Hledat fotografie a kategorie ve Wikimedia Commons podle rejstříkového čísla památky | Nahrát snímek k tomuto tématu do úložiště Wikimedia Commons |  |

## Žabokliky
|  | Kategorie „Church of Saint Bartholomew (Žabokliky) “ na Wikimedia Commons | Hledat fotografie a kategorie ve Wikimedia Commons podle rejstříkového čísla památky | Nahrát snímek k tomuto tématu do úložiště Wikimedia Commons |  |

|  | Kategorie „Rectory in Žabokliky “ na Wikimedia Commons | Hledat fotografie a kategorie ve Wikimedia Commons podle rejstříkového čísla památky | Nahrát snímek k tomuto tématu do úložiště Wikimedia Commons |  |

|  |  | Hledat fotografie a kategorie ve Wikimedia Commons podle rejstříkového čísla památky | Nahrát snímek k tomuto tématu do úložiště Wikimedia Commons |  |